# Yeda Peak
Yeda Peak är en bergstopp i Kanada.   Den ligger i provinsen British Columbia, i den centrala delen av landet, 3 900 km väster om huvudstaden Ottawa. Toppen på Yeda Peak är 2 263 meter över havet, eller 255 meter över den omgivande terrängen. Bredden vid basen är 7,0 km. Yeda Peak ingår i Spectrum Range.
Terrängen runt Yeda Peak är huvudsakligen kuperad, men österut är den bergig. Trakten runt Yeda Peak är nära nog obefolkad, med mindre än två invånare per kvadratkilometer.. Det finns inga samhällen i närheten.
Trakten runt Yeda Peak består i huvudsak av gräsmarker.